# 少林寺拳法連盟
一般財団法人少林寺拳法連盟（しょうりんじけんぽうれんめい）は、少林寺拳法グループを構成する5団体の一つ。日本国内における少林寺拳法を統括する団体である。特例民法法人から移行した一般財団法人で、旧所管は文部科学省スポーツ・青少年局競技スポーツ課。日本武道協議会、日本スポーツ協会に加盟している。

## 概要
少林寺拳法連盟は、『少林寺拳法の修行を通じて、自己の可能性を信じ、「半ばは自己の幸せを　半ばは他人の幸せを」考えて、信念をもって行動できるリーダーシップを持った人を一人でも多く育て、理想境建設に貢献する』という使命のもと、「武道の理念（H20制定、日本武道協議会）」「武道憲章（S62制定、日本武道協議会）」にも掲げられている真の武道、真の武道団体の在り方を堅持している。組織を構成するのは、個人会員及び団体会員である。団体会員には、スポーツ少年団や総合型スポーツクラブ等の支部、学校や職域の少林寺拳法部に加え、都道府県連盟、実業団連盟、自衛隊連盟、学生連盟、高校連盟、中学校連盟等の連合体組織も含まれている。

## 沿革
- 1963年 社団法人日本少林寺拳法連盟設立
- 1977年 日本武道協議会の発足と同時に加盟〔創立メンバー〕
- 1990年 財団法人日本体育協会へ加盟
- 1992年 財団法人少林寺拳法連盟設立に伴い、社団法人日本少林寺拳法連盟解散
- 2011年 一般財団法人少林寺拳法連盟設立に伴い、財団法人少林寺拳法連盟解散

## 加盟組織
- 都道府県少林寺拳法連盟
  - 北海道～沖縄までの４７都道府県
- 全日本実業団少林寺拳法連盟
  - 関東実業団少林寺拳法連盟
  - 東海実業団少林寺拳法連盟
  - 関西実業団少林寺拳法連盟
  - 四国実業団少林寺拳法連盟
- 全自衛隊少林寺拳法連盟
- 全日本学生少林寺拳法連盟
  - 北海道学生少林寺拳法連盟
  - 東北学生少林寺拳法連盟
  - 関東学生少林寺拳法連盟
  - 中部学生少林寺拳法連盟
  - 東海学生少林寺拳法連盟
  - 北陸学生少林寺拳法連盟
  - 関西学生少林寺拳法連盟
  - 中四国学生少林寺拳法連盟
  - 九州学生少林寺拳法連盟
- 全国高等学校少林寺拳法連盟
  - 近畿高等学校少林寺拳法連盟
- 全国中学校少林寺拳法連盟
  - 近畿中学校少林寺拳法連盟

## 加盟団体
- 学校　　少林寺拳法部（幼稚園、小学校、中学校、高等学校、各種専修専門学校、高等専門学校、大学・短大）
- 職域　　少林寺拳法部（実業団、自衛隊）
- 地域　　スポーツ少年団、総合型地域スポーツクラブ、地域、カルチャー、コース制、その他

## 主催大会（単独）
- 少林寺拳法全国大会

## 主催大会（共催）
- 全国高等学校総合体育大会少林寺拳法競技大会
  - 主催：（公財）全国高等学校体育連盟、（一財）少林寺拳法連盟、地元県、地元県教育委員会、地元市、地元市教育委員会
- 全国高等学校少林寺拳法選抜大会
  - 主催：（一財）少林寺拳法連盟、（公財）全国高等学校体育連盟少林寺拳法専門部
- 全国中学生少林寺拳法大会
  - 主催：（一財）少林寺拳法連盟、全国中学校連盟
- 全日本少年少女武道少林寺拳法錬成大会
  - 主催：（公財）日本武道館、（一財）少林寺拳法連盟

## その他の全国級大会
- 全自衛隊少林寺拳法大会
  - 主催：全自衛隊連盟
- 全日本学生少林寺拳法大会
  - 主催：全日本学生少林寺拳法連盟